# ICY
ICY est un groupe islandais de pop, actif en 1986, qui participé à l'édition 1986 du Concours Eurovision de la chanson.

## Histoire
Le groupe était un trio vocal composé de Pálmi Gunnarsson, Helga Möller et Eiríkur Hauksson. Ils sont les premiers Islandais à participer au Concours Eurovision de la chanson, en se présentant à la finale de 1986 à Bergen en Norvège. Leur contribution, Gleðibankinn, se classe 16e.
Eiríkur Hauksson représente ensuite la Norvège en 1991 au sein du groupe Just 4 Fun, et de nouveau l'Islande (mais en solo) en 2007. Pálmi Gunnarson et Helga Möller ont tous deux participé à la finale nationale islandaise (Helga notamment en 1992 avec deux chansons en partenariat avec Karl Örvarsson) mais n'ont pas remporté la victoire.